# 1819 w muzyce
Wydarzenia muzyczne w 1819 roku.

## Wydarzenia
- 11 stycznia – w drezdeńskim Hoftheater miała miejsce premiera „Ein Mädchen ging die Wies’ entlang” J.243, Op.71 No.2  Carla von Webera[1][2]
- 3 lutego – w turyńskim Teatro Regio miała miejsce premiera opery Semiramide riconosciuta Giacoma Meyerbeera[1][2]
- 18 lutego – w paryskim Théâtre Feydeau miała miejsce premiera opery Les troqueurs Ferdinanda Hérolda[1][2]
- 20 lutego – w neapolitańskim Teatro San Carlo miała miejsce premiera kantaty „Omaggio umiliato” Gioacchina Rossiniego[1][2]
- 28 lutego – w wiedeńskiej Redoutensaal miała miejsce premiera kantaty „Die Huldigung” Johanna Baptista Schenka[1][2]
- 14 marca – w Wiedniu odbyło się pierwsze wykonanie „Overture in E minor for orchestra” D.648 Franza Schuberta[1][2]
- 19 marca – w Bergamo odbyła się premiera Symfonii „L’incendio” Gaetana Donizettiego[1][2]
- 27 marca – w neapolitańskim Teatro San Carlo ma miejsce premiera opery Hermiona Gioacchina Rossiniego[1][2]
- 4 kwietnia – we Frankfurcie nad Menem odbyła się premiera opery Zemire und Azor, WoO 52 Louisa Spohra[1][2]
- 24 kwietnia – w weneckim Teatro San Benedetto miała miejsce premiera opery Edward i Krystyna Gioacchina Rossiniego[1][2]
- 7 maja – w wiedeńskiej Redoutensaal miała miejsce premiera kantaty „Der Mai” Johanna Baptista Schenka[1][2]
- 9 maja – w neapolitańskim Teatro San Carlo miała miejsce premiera kantaty „9 maggio 1819” Gioacchina Rossiniego[1][2]
- 26 czerwca – w weneckim Teatro San Benedetto miała miejsce premiera opery Emma di Resburgo Giacoma Meyerbeera[1][2]
- 10 sierpnia – w Steyr odbyło się pierwsze wykonanie „Kantate zum Geburtstag des Sängers Johann Michael Vogl” D.666 Franza Schuberta[1][2]
- 31 sierpnia – w neapolitańskim Teatro dei Fiorentini miała miejsce premiera „Non piu mesta accanto al fuco” Niccola Paganininiego[1][2]
- 18 września – w paryskim Théâtre Feydeau miała miejsce premiera opery Le testament et les billets doux Daniela Aubera[1][2]
- 24 października – w neapolitańskim Teatro San Carlo miała miejsce premiera opery Dziewica z jeziora Gioacchina Rossiniego[1][2]
- 19 listopada – w Wiedniu odbyło się pierwsze wykonanie „Das Dörfchen” D.598 Franza Schuberta[1][2]
- 22 grudnia – w Operze paryskiej miała miejsce premiera opery Olimpia Gaspara Spontiniego[1][2]
- 26 grudnia
  - w mediolańskiej La Scali miała miejsce premiera opery Bianka i Falliero Gioacchina Rossiniego[1][2]
  - w weneckim Teatro San Samuele miała miejsce premiera opery Il falegname di Livonia, o Petro il grande, czar delle Russie Gaetana Donizettiego[1][2]

## Urodzili się
- 7 lutego – Sidonija Erdődy Rubido, chorwacka śpiewaczka operowa (sopran koloraturowy) (zm. 1884)
- 4 marca – Kazimierz Baranowski, polski skrzypek, koncertmistrz Opery w Warszawie (zm. 1862)
- 3 kwietnia – František Žaškovský, słowacki kompozytor i nauczyciel (zm. 1887)
- 7 kwietnia – Hubert Léonard, belgijski skrzypek, kompozytor i pedagog (zm. 1890)
- 11 kwietnia – Charles Hallé, niemiecki pianista i dyrygent (zm. 1895)
- 18 kwietnia – Franz von Suppé, austriacki dyrygent i kompozytor (zm. 1895)
- 4 maja – Florian Miładowski, polski kompozytor, pianista, dyrygent i pedagog muzyczny (zm. 1889)
- 5 maja – Stanisław Moniuszko, polski kompozytor, dyrygent, pedagog, organista (zm. 1872)
- 20 czerwca – Jacques Offenbach, francuski kompozytor (zm. 1880)
- 28 czerwca – Carlotta Grisi, włoska tancerka baletowa (zm. 1899)
- 2 lipca – Charles-Louis Hanon, francuski pedagog i kompozytor (zm. 1900)
- 5 lipca – Louis Théodore Gouvy, francuski kompozytor (zm. 1898)
- 8 lipca – Vatroslav Lisinski, chorwacki kompozytor (zm. 1854)
- 6 września – Carl Ferdinand Pohl, niemiecki organista, kompozytor, bibliotekarz i pisarz muzyczny (zm. 1887)
- 13 września – Clara Schumann, niemiecka pianistka i kompozytorka romantyczna; żona Roberta Schumanna (zm. 1896)
- 15 września – Jules Pasdeloup, francuski dyrygent (zm. 1887)
- 20 października – Karol Mikuli, polski wirtuoz pianista, kompozytor, dyrygent i pedagog (zm. 1897)
- 22 grudnia – Franz Abt, niemiecki kompozytor i kapelmistrz (zm. 1885)

Data dzienna nieznana
- Juliusz Janotha, polski pianista, kompozytor i pedagog (zm. 1883)
- Józef Nachbar, polski pedagog, kompozytor (zm. 1893)

## Zmarli
- 16 marca – Nicolas Séjan, francuski organista i kompozytor (ur. 1746)
- 21 czerwca – Jiří Družecký, czeski kompozytor, oboista i kotlista (ur. 1745)
- 30 czerwca – Ernst Ludwig Gerber, niemiecki leksykograf, organista i kompozytor (ur. 1746)
- 24 lipca – Sophie Gail, francuska śpiewaczka i kompozytorka (ur. 1775)
- 7 września – Jean-Louis Duport, francuski wiolonczelista (ur. 1749)
- 26 listopada – António Leal Moreira, portugalski kompozytor okresu klasycyzmu (ur. 1758)
- 20 grudnia – Louis-Luc Loiseau de Persuis, francuski skrzypek, dyrygent, pedagog, kompozytor i reżyser teatralny (ur. 1769)
- 29 grudnia – Josepha Weber, niemiecka śpiewaczka operowa (sopran) (ur. 1758)

## Muzyka poważna
- 16 kwietnia – publikacja „Gradus ad Parnassum Volume II” Muzio Clementiego w londyńskim Stationers’ Hall[1][2]